# 相城区
相城区（そうじょう-く）は中華人民共和国江蘇省蘇州市に位置する市轄区。区域面積の3分の2が上海蟹で有名な陽澄湖が占める。
2020年に相城区は中日（蘇州）地方発展協力モデル区と承認された。対日本経済協力が多く、日系企業が約50社相城区に事業展開している。

## 行政区画
- 街道:元和街道、太平街道、黄橋街道、北橋街道、北河涇街道、漕湖街道、澄陽街道
- 鎮:望亭鎮、黄埭鎮、渭塘鎮、陽澄湖鎮

## 交通

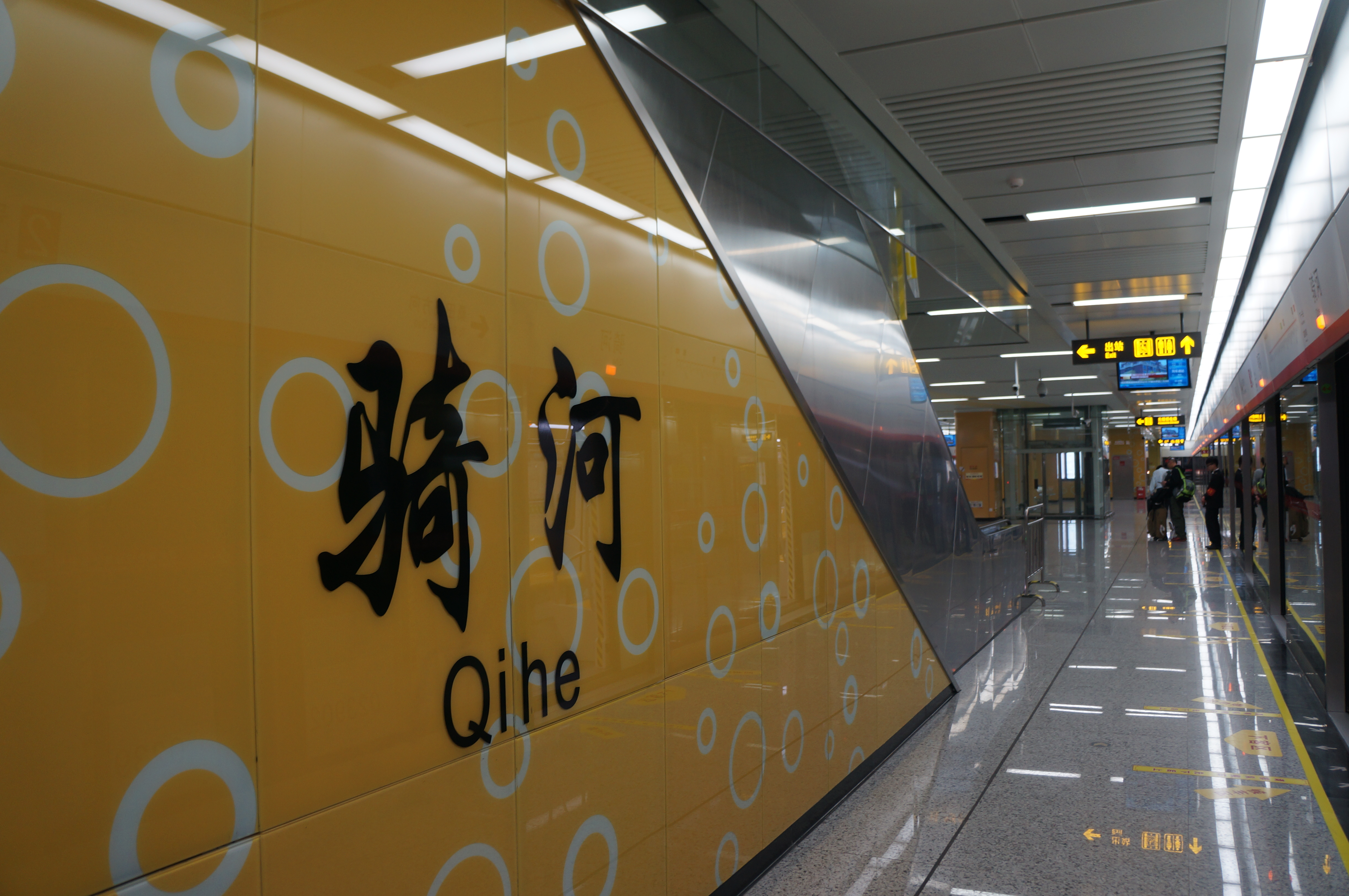
蘇州軌道交通2号線終点の騎河駅

### 鉄道
- 中国鉄路総公司
  - 京滬高速鉄道
    - 蘇州北駅
- 蘇州軌道交通

- ■2号線

騎河駅 - 富翔路駅 - 蘇州北駅 - 大湾駅 - 富元路駅 - 蠡口駅 - 徐図港駅 - 陽澄湖中路駅 - 陸慕駅 - 平瀧路東駅 -
- ■4号線

竜道浜駅 - 張荘駅 - 姚祥駅 - 活力島駅 - 孫武紀念園駅 -

### 道路
- 高速道路
  - 京滬高速道路
  - 常台高速道路
  - 蘇紹高速道路
  - 滬宜高速道路
  - 無錫支線高速道路
- 国道
  - G312国道

## 出身者
- 沈周 - 画家、文人。